# Толкин
Толки́н (каз. Толқын) — село у складі Єнбекшиказахського району Алматинської області Казахстану. Входить до складу Тескенсуського сільського округу.
У радянські часи село називалось Стройплощадка.
Населення — 711 осіб (2021; 1004 у 2009, 656 у 1999, 818 у 1989).